# Anna Valle
Pour les articles homonymes, voir Valle.
Anna Valle, née le 19 juin 1975 à Rome dans la région du Latium en Italie, est une actrice et mannequin italienne.
Sacrée miss Italie en 1995, elle a pris part comme actrice à de nombreuses séries télévisées et téléfilms en Italie, jouant dans les séries Sorelle, Cuore, Via Borromini (Commesse), Un amore e una vendetta, Atelier Fontana - Le sorelle della moda et incarnant notamment la princesse Soraya Esfandiari Bakhtiari, la reine Cléopâtre, Claudia Procula et Jacqueline Kennedy-Onassis dans différents téléfilms.

## Biographie
Anna Valle naît à Rome en 1975. Elle grandit dans la proche commune de Ladispoli puis déménage à Lentini en Sicile. Elle commence à jouer au théâtre et étudie le droit à l'université de Catane.
En 1995, elle est sacrée Miss Italie et participe au concours de Miss Univers 1996. Elle arrête ses études et devient mannequin et modèle de roman-photo avant de devenir actrice pour le cinéma et la télévision.
Elle débute au cinéma en 1998 dans la comédie Le faremo tanto male de Pino Quartullo. L'année suivante, elle obtient un rôle régulier dans la série télévisée Via Borromini (Commesse) de Giorgio Capitani avec Sabrina Ferilli et Nancy Brilli pour partenaires. En 2001, elle joue le rôle de la maîtresse dans la série télévisée Cuore de Maurizio Zaccaro, inspiré par le célèbre roman italien pour la jeunesse Le Livre-cœur (Cuore) d'Edmondo De Amicis. Au cinéma, elle tient l'un des rôles principaux du premier film de Stefano Vicario (it), Sottovento!.
Elle obtient ensuite de nombreux rôles à la télévision, jouant dans diverses séries télévisées et téléfilms. En 2003, elle incarne ainsi la princesse Soraya Esfandiari Bakhtiari dans le téléfilm Soraya de Lodovico Gasparini (it) et la reine Cléopâtre dans le téléfilm Imperium: Augustus (en) de Roger Young. En 2004, elle tient l'un des principaux rôles de la série télévisée Le stagioni del cuore d'Antonello Grimaldi et joue l'année suivante le rôle de Jacqueline Kennedy-Onassis dans le téléfilm Callas et Onassis de Giorgio Capitani.
En 2007, elle revient au cinéma en prenant part au premier film de Marco Cucurnia, SoloMetro, aux côtés de Michele Placido. L'année suivante, elle apparaît dans deux films, la comédie noire MissTake de Filippo Cipriano (it) et le film biographique Carnera - The Walking Mountain de Renzo Martinelli consacré au boxeur Primo Carnera.
En 2011, elle incarne l'une des trois sœurs Fontana, les fondatrices de la maison de couture Sorelle Fontana, dans la mini-série Atelier Fontana - Le sorelle della moda de Riccardo Milani, aux côtés d'Alessandra Mastronardi et de Federica De Cola. Elle donne également la réplique à Alessandro Preziosi dans la série Un amore e una vendetta de Raffaele Mertes (it), remake de la telenovela argentine Montecristo.
L'année suivante, elle joue le rôle de Claudia Procula, épouse de Ponce Pilate, dans le téléfilm Barabbas de Roger Young et apparaît dans les deux saisons de la série Questo nostro amore de Luca Ribuoli (it).
En 2014, elle tient le rôle de Maria Borghi, épouse de Giovanni Borghi (it), un entrepreneur milanais fondateur de la marque d'électro-ménager Ignis, dans le téléfilm biographique Mister Ignis - L'operaio che fondò un impero de Luciano Manuzzi.
En 2017, elle incarne une avocate romaine qui doit revenir à Matera, son village natal, pour enquêter sur l'étrange disparation de sa sœur dans la série Sorelle de Cinzia TH Torrini.

## Filmographie

### Au cinéma
- 1998 : Le faremo tanto male de Pino Quartullo
- 2001 : Sottovento! de Stefano Vicario (it)
- 2001 : Streghe verso nord de Giovanni Veronesi
- 2007 : SoloMetro de Marco Cucurnia
- 2008 : MissTake de Filippo Cipriano (it)
- 2008 : Carnera - The Walking Mountain de Renzo Martinelli

### À la télévision

#### Téléfilms
- 2000 : Giochi pericolosi d'Alfredo Angeli
- 2001 : La memoria e il perdono de Giorgio Capitani
- 2002 : Jean XXIII, le pape du peuple (Papa Giovanni - Ioannes XXIII) de Giorgio Capitani
- 2003 : Soraya de Lodovico Gasparini (it)
- 2003 : Imperium: Augustus (en) de Roger Young
- 2005 : Callas et Onassis de Giorgio Capitani
- 2008 : Fuga per la libertà – L'aviatore de Carlo Carlei
- 2012 : Barabbas de Roger Young
- 2014 : Mister Ignis - L'operaio che fondò un impero de Luciano Manuzzi
- 2016 : Tango per la libertà d'Alberto Negrin

#### Séries télévisées
- 1999 : Via Borromini (Commesse) de Giorgio Capitani
- 1999 : Tutti per uno de Vittorio De Sisti
- 2000 : Aeon - Countdown im All d'Holger Neuhäuser
- 2000 : Turbo d'Antonio Bonifacio
- 2001 : Cuore de Maurizio Zaccaro
- 2002 : Per amore de Maria Carmela Cicinnati et Peter Exacoustos (it)
- 2004 : Le stagioni del cuore d'Antonello Grimaldi
- 2007 : Era mio fratello de Claudio Bonivento
- 2009 : Nebbie e delitti de Gianpaolo Tescari
- 2011 : Atelier Fontana - Le sorelle della moda de Riccardo Milani
- 2011 : Un amore e una vendetta de Raffaele Mertes (it)
- 2012 - 2014 : Questo nostro amore de Luca Ribuoli (it)
- 2017 : Sorelle de Cinzia TH Torrini

## Prix et distinctions
- Miss Italie 1995.